# Ørestad Skole
Ørestad Skole er en folkeskole i Ørestad i København. Ørestad Skole er en såkaldt "profilskole" med en virtuel-æstetisk profil, som bl.a. benytter sig af nye læringsformer, øget integration af it i undervisningen m.v.  
Skolen kunne 16. april 2012 overtage en ny bygning på Arne Jacobsens Allé i Ørestad, efter at have haft midlertidige lokaler under Skolen på Islands Brygge. Skolen har tre spor fra 0. kl. – 9. klasse, i alt 30 klasser, svarende til op til 780 børn . 

## Værdigrundlag og læringskoncept
Skolens værdigrundlag og tilgang til læring er en erklæret udfording af "den traditionelle folkeskoles dna, der hviler på industrisamfundets tænkning. Vi vil ruste eleverne til entreprenant at møde de udfordringer, det moderne samfund efterspørger, bl.a. innovation, tværfaglig sparring og forandringsvillighed" .
Blandt inspirationskilderne er britiske Ken Robinsons, hvis tanker bl.a. er formidlet gennem The RSA (Royal Society for the encouragement of Arts, Manufactures and Commerce).

## Bygningen
Selve bygningen, der er tegnet af KHR arkitekter, er i otte etager med forskellige former for undervisningsrum og værksteder. Ud over traditionelle klasselokaler er der "øer" til gruppearbejde, klynger af sækkestole og flytbare sofaer, høje cafeborde m.v. Da skolen ligger i tæt bebyggelse ved siden af Ørestad Gymnasium er der ikke en traditionel skolegård, men udendørsarealer i form af tagterrasser, fælles gårdrum og boldbure langs kanalen, der løber forbi.
I september 2013 kom det frem at bygningen led under så alvorlige byggefejl, at dele af bygningen og det omliggende areal måtte afspærres.
- Plenum
- Fortællerrum
- Lounge
- Lomme til gruppearbejde